# 댄 스파이비

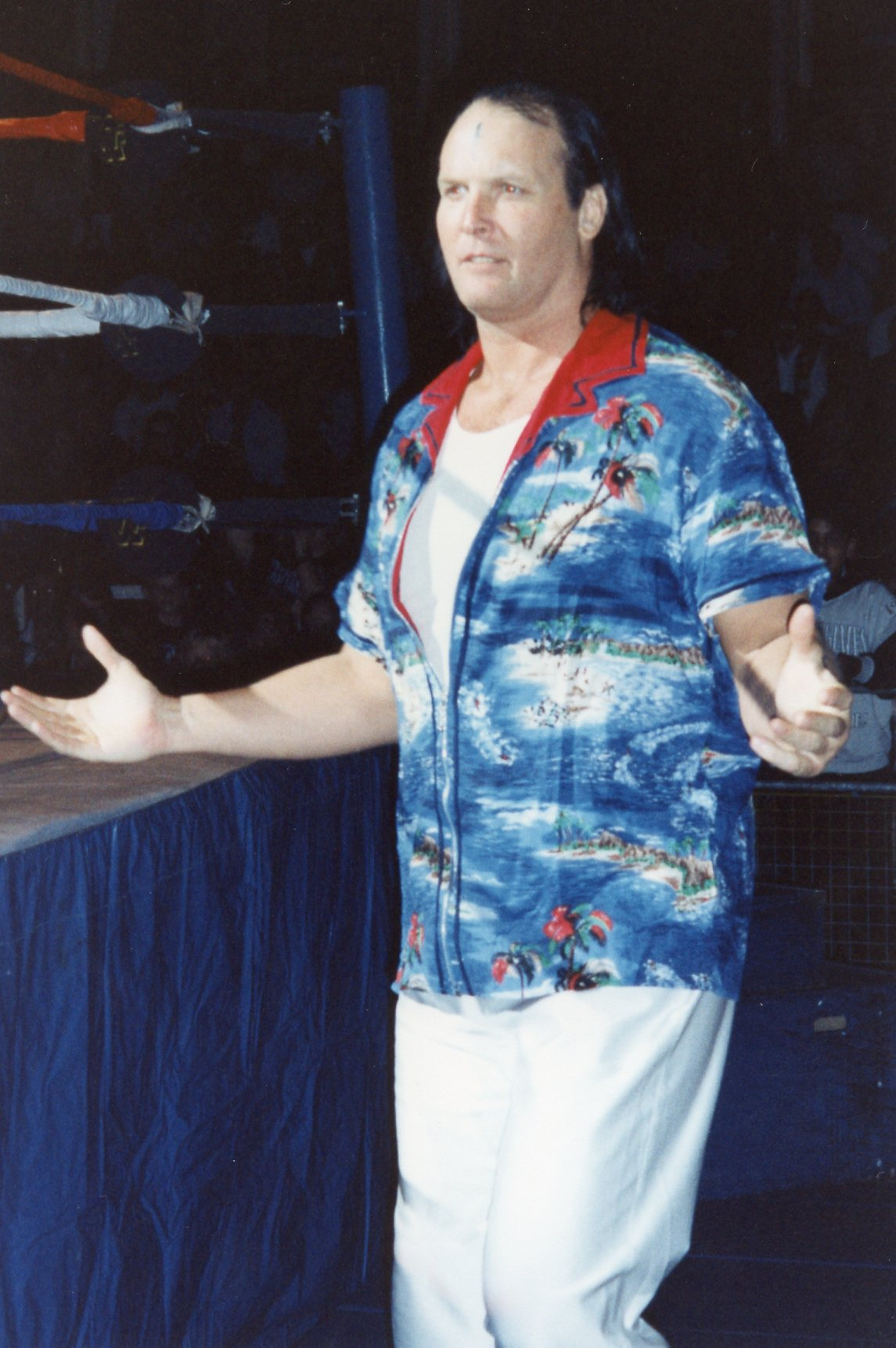

댄 스피비(Dan Spivey)는 본명은 다니엘 유진 댄 스피비(Daniel Eugene Dan Spivey, 1952년 10월 14일)다. 미국의 전 프로레슬링선수며 그는 옛날에 내셔널 레슬링 얼라이언스, 월드 레슬링 페더레이션, 월드 챔피언십 레슬링, 유니버설 레슬링 연합, 전일본 프로레슬링을 활동을 하는 사람이다. 키는 202cm 몸무게는 130kg이다. 피니쉬는 원 숄더 파워밤, 베어허그, 스피비 스파이크(DDT), 슬리퍼 홀드로 사용을 한다.